# Eirene

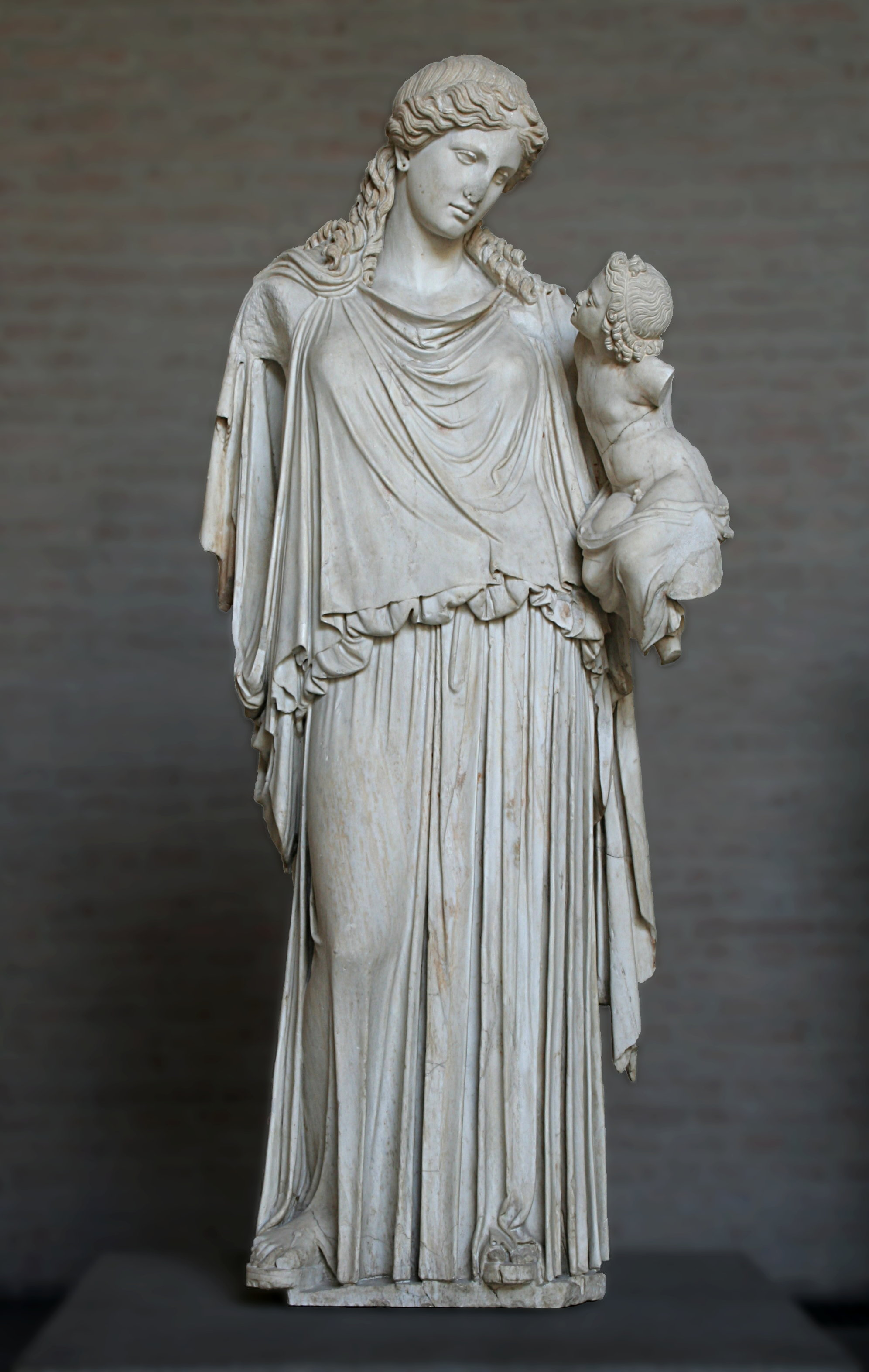
Eirene med Plutos. Münchens glyptotek 219 n1.

Eirene (latin Irene) var i grekisk mytologi fredens gudinna. Hon var enligt vissa traditioner en av de tre horerna och som sådan dotter till Zeus och Themis. Motsvaras i romersk mytologi av Pax.